# هونیائو
هونیائو (به اسپانیایی: Huiñao) یک کوه در پرو است که در منطقه ارکیپا واقع شده‌است. هونیائو ۳٬۶۴۵ متر بالاتر از سطح دریا واقع شده‌است.